# Juana Molina
Juana Molina (01 de outubro de 1961, Buenos Aires) é uma cantora, compositora e atriz argentina. É filha do cantor de tango Horacio Molina e da atriz Chunchuna Villafañe.

## Biografia
Joana Molina cresceu em um ambiente musical, ao seis anos de idade começou a aprender a tocar violão com seu pai, um notável cantor de tango. Em 1976, após o golpe de estado na Argentina, sua família fugiu do país e viveu exilada em Paris até 1981.
Iniciou sua carreira artística em 1988 como atriz de televisão na Argentina, no programa humorístico La Noticia Rebelde (alusão ao filme estadunidense A noviça rebelde. O sucesso de seuas atuações fizeram com que ganhasse seu próprio programa, Juana y sus hermanas (alusão a outro filme americano, Hannah e suas irmãs, de Woody Allen), um quadro sobre o mundo da língua hispânica, pelo qual ela se tornou mais conhecida na América Latina.
Em 1996 ela passou se dedicar à carreira de cantora. As letras em seus álbuns são cantadas em espanhol e acompanhadas por violão acústico, entre outros instrumentos. Sua música apresenta elementos de música ambiente e eletrônica, e ela é freqüentemente comparada pelos críticos à Beth Orton, Björk e Lisa Germano. Ele normalmente escreve, mixa e toca as músicas sozinha.
Seu segundo álbum, Segundo, ganhou o prêmio da Entertainment Weekly de melhor álbum de World Music em 2003, entre outras nomeações em 2004. Tres Cosas, o terceiro, foi posto entre o dez melhores discos de 2004 pelo New York Times.

## Discografia
- Rara - 1996
- Segundo - 2003
- Tres Cosas - 2004
- Son - 2006
- Un Día - 2008
- Wed 21 - 2013